# Lepidospartum
 Lepidospartum  A.Gray, 1883 è un genere di piante angiosperme dicotiledoni della famiglia delle Asteraceae (sottofamiglia Asteroideae).

## Etimologia
L'etimologia del nome del genere (Lepidospartum) deriva dal greco "lepidos" (= squama) e '"sparton" dal nome del genere Spartium.
Il nome scientifico del genere è stato definito dal botanico Asa Gray (1810-1888) nella pubblicazione " Proceedings of the American Academy of Arts and Sciences. Boston, MA" (  Proc. Amer. Acad. Arts 19: 50) del 1883.

## Descrizione

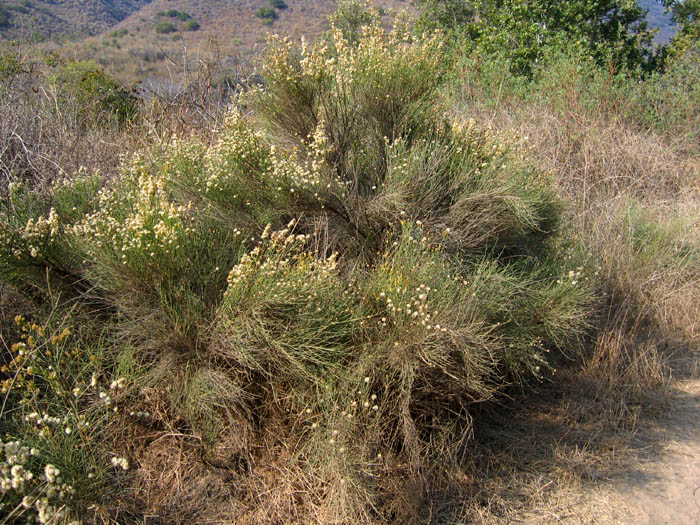
Il portamento
Lepidospartum squamatum

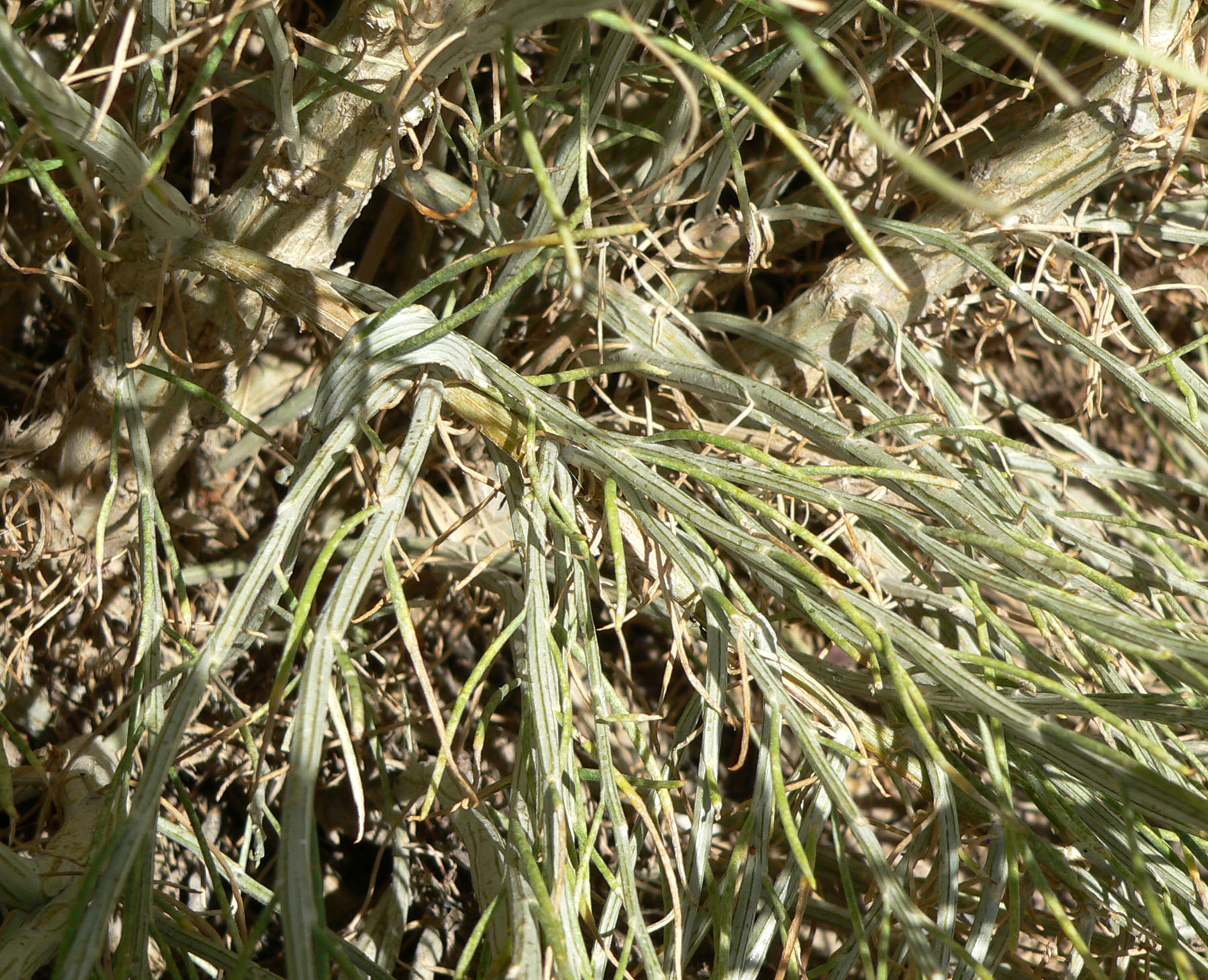
Le foglie
Lepidospartum latisquamum

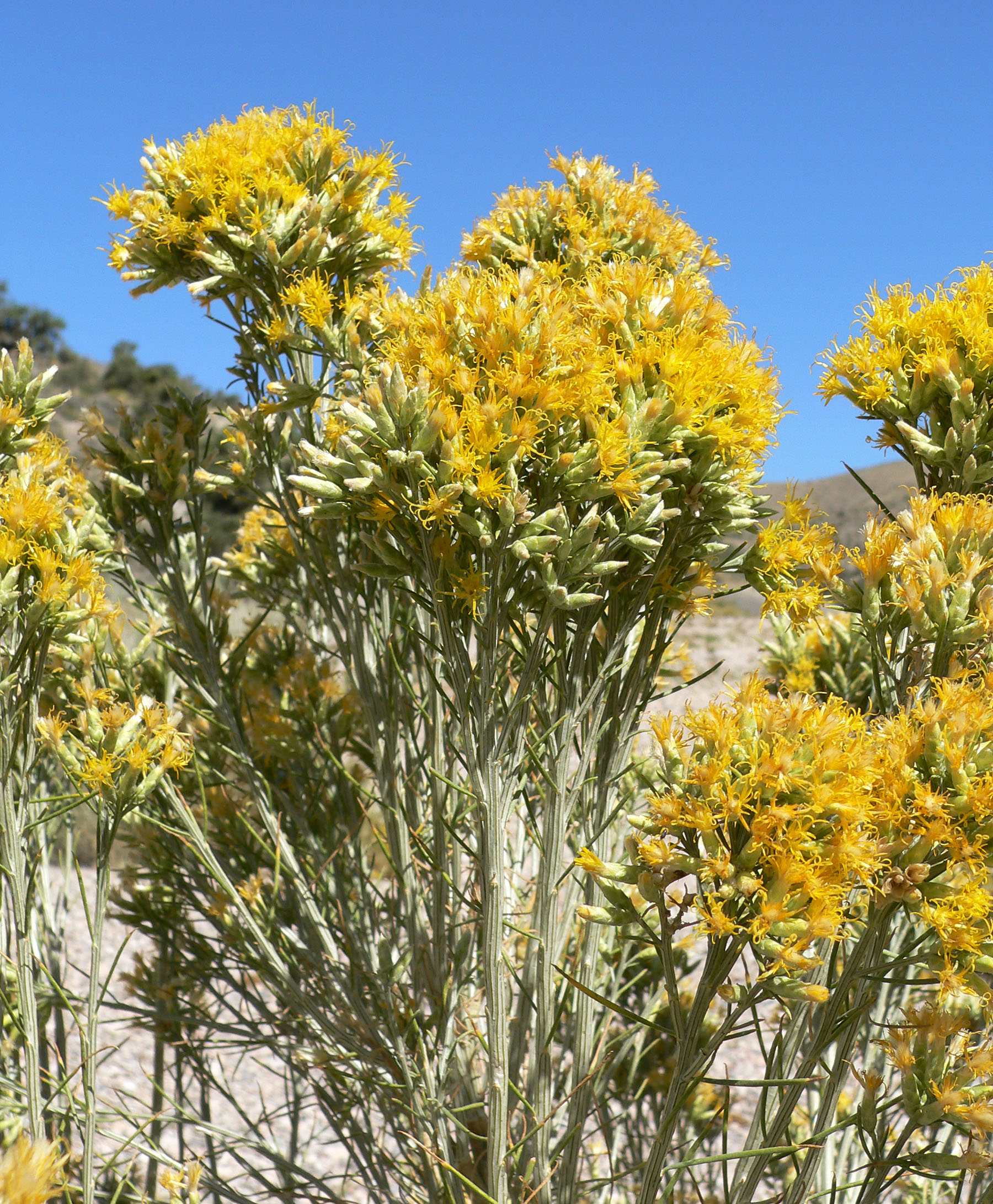
Infiorescenza
Lepidospartum latisquamum

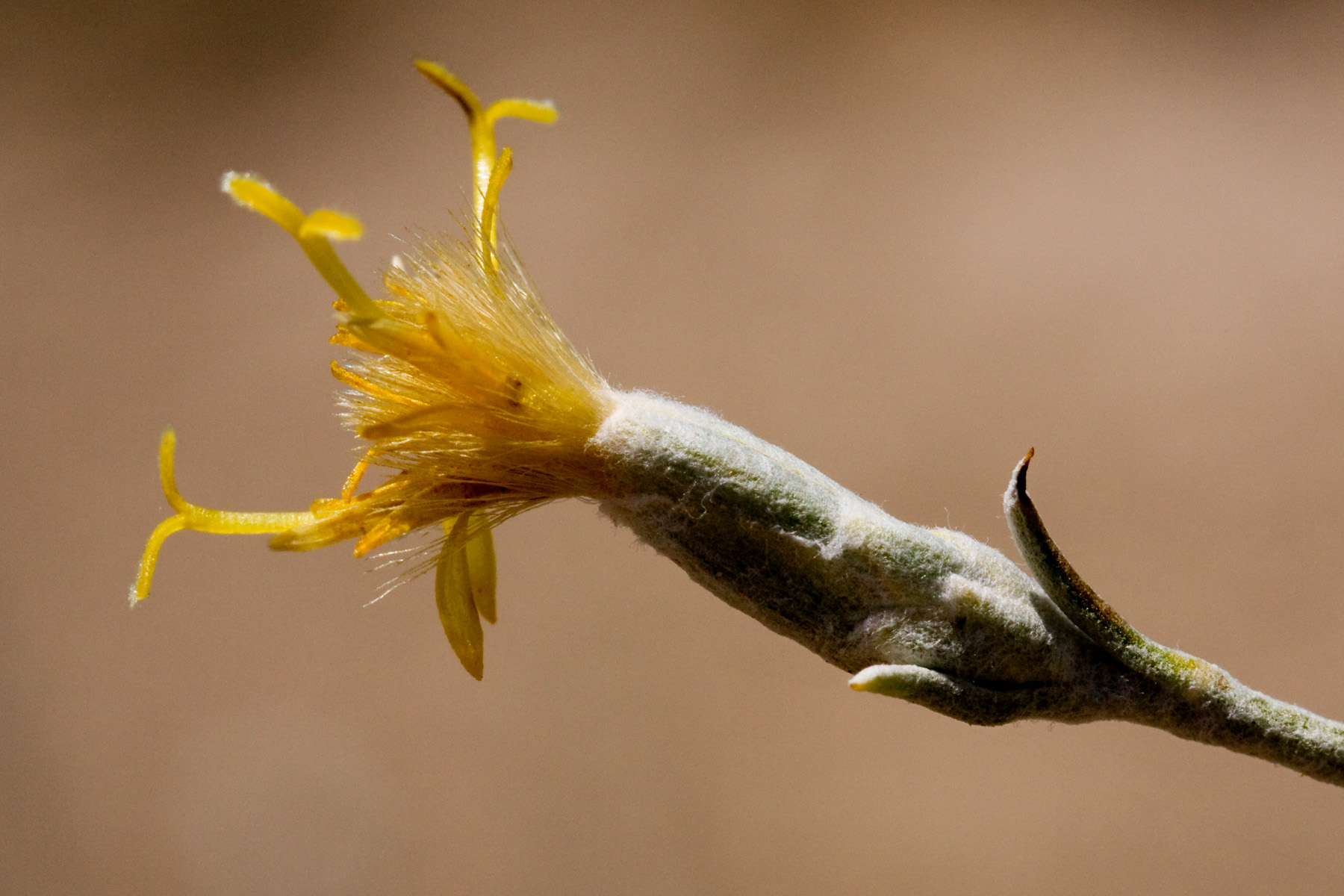
I fiori
Lepidospartum burgessii

Habitus. Le specie di questo genere hanno un habitus di tipo arbustivo (molto simile al portamento delle piante del genere Spartium) fino a piccoli alberi. Le superfici delle piante possono essere sia tomentose, in giovane età, che glabre, a maturazione. Altezza massima: 20 – 250 cm.
Radici. Le radici sono secondarie da rizoma (i rizomi possono essere striscianti) oppure sono tuberose (pelose, carnose o fibrose).
Fusto. La parte aerea in genere è eretta e molto ramosa.
Foglie. Le foglie sono cauline disposte in modo alternato e sono sessili (sono picciolate quelle inferiori). Il contorno della lamina è intero con forme lineari o filiformi (eventualmente sono oblanceolate o ridotte a scaglie). I margini sono interi o dentato-seghettati. La nervatura è palmata. Le facce sono da glabre o tomentose a glabrescenti.
Infiorescenza. Le sinflorescenze sono composte da capolini (gruppi di 3 - 5) raccolti in racemi sia terminali che ascellari. Le infiorescenze vere e proprie sono formate da un piccolo capolino peduncolato di tipo discoide. Alla base dell'involucro (la struttura principale del capolino) non è presente un calice. I capolini sono formati da un involucro, con forme da obconiche a cilindriche, composto da 8 - 23 brattee, al cui interno un ricettacolo fa da base ai fiori. Le brattee sono disposte in modo pluriseriato (2 o 4 o più) e possono essere connate alla base. Il ricettacolo, a volte alveolato, è nudo (senza pagliette a protezione della base dei fiori); la forma è piatta. Diametro dell'involucro: 4 – 8 mm.
Fiori.  I fiori (pochi: da 3 a 17) sono tetra-ciclici (formati cioè da 4 verticilli: calice – corolla – androceo – gineceo) e pentameri (calice e corolla formati da 5 elementi). Sono inoltre ermafroditi, tubulosi e actinomorfi.
- Formula fiorale:

*/x K {\displaystyle \infty }, [C (5), A (5)], G 2 (infero), achenio
- Calice: i sepali del calice sono ridotti ad una coroncina di squame.
- Corolla: nella parte inferiore i petali della corolla sono saldati insieme e formano un tubo. In particolare le corolle dei fiori del disco centrale (tubulosi) terminano con delle fauci dilatate a raggiera con cinque brevi lobi più o meno patenti. Il colore delle corolle è giallo.
- Androceo: gli stami sono 5 con dei filamenti liberi. La parte basale del collare dei filamenti può essere dilatata. Le antere invece sono saldate fra di loro e formano un manicotto che circonda lo stilo. Le antere sono senza coda ("ecaudate") oppure sono sagittate. La struttura delle antere è di tipo tetrasporangiato, raramente sono bisporangiate. Il tessuto endoteciale è radiale o polarizzato. Il polline è tricolporato (tipo "helianthoid").[11]
- Gineceo: lo stilo è biforcato con due stigmi nella parte apicale. La forma degli stigmi è snella con apici arrotondato-troncati; possono essere ricoperti da minute papille; apicalmente possono essere presenti dei penicilli conici. Le superfici stigmatiche sono continue.  L'ovario è infero uniloculare formato da 2 carpelli.

Frutti. I frutti sono degli acheni con pappo. La forma degli acheni è strettamente ellittico-oblunga o fusiforme; la superficie è percorsa da 5 - 15 coste longitudinali e può essere glabra o talvolta pubescente. Non sempre il carpoforo è distinguibile. Il pappo è formato da 150 setole snelle, bianche o fulve; possono essere persistenti.

## Biologia
Impollinazione: l'impollinazione avviene tramite insetti (impollinazione entomogama tramite farfalle diurne e notturne).

Riproduzione: la fecondazione avviene fondamentalmente tramite l'impollinazione dei fiori (vedi sopra).

Dispersione: i semi (gli acheni) cadendo a terra sono successivamente dispersi soprattutto da insetti tipo formiche (disseminazione mirmecoria). In questo tipo di piante avviene anche un altro tipo di dispersione: zoocoria. Infatti gli uncini delle brattee dell'involucro (se presenti) si agganciano ai peli degli animali di passaggio disperdendo così anche su lunghe distanze i semi della pianta. Inoltre per merito del pappo il vento può trasportare i semi anche a distanza di alcuni chilometri (disseminazione anemocora).

## Distribuzione e habitat
Le specie di questo genere sono distribuite in USA meridionale-occidentale e Messico.

## Tassonomia
La famiglia di appartenenza di questa voce (Asteraceae o Compositae, nomen conservandum) probabilmente originaria del Sud America, è la più numerosa del mondo vegetale, comprende oltre 23.000 specie distribuite su 1.535 generi, oppure 22.750 specie e 1.530 generi secondo altre fonti (una delle checklist più aggiornata elenca fino a 1.679 generi). La famiglia attualmente (2021) è divisa in 16 sottofamiglie; la sottofamiglia Asteroideae è una di queste e rappresenta l'evoluzione più recente di tutta la famiglia.

### Filogenesi
Il genere di questa voce appartiene alla sottotribù Tussilagininae della tribù Senecioneae (una delle 21 tribù della sottofamiglia Asteroideae). La sottotribù descritta in tempi moderni da Bremer (1994), dopo le analisi di tipo filogenetico sul DNA del plastidio (Pelser et al., 2007) è risultata parafiletica con le sottotribù Othonninae e Brachyglottidinae annidiate al suo interno. Attualmente con questa nuova circoscrizione la sottotribù Tussilagininae s.s. risulta suddivisa in quattro subcladi.
Il genere di questa voce appartiene al subclade la cui distribuzione è principalmente nel Nuovo Mondo ed è composto dai seguenti generi Cacaliopsis, Lepidospartum, Luina, Rainiera e Tetradymia. Questi cinque generi nordamericani formano un "gruppo fratello" ai tre generi del gruppo informale Blennospermatinae.
l cladogramma seguente, tratto dallo studio citato e semplificato, mostra una possibile configurazione filogenetica del gruppo.
|  | Lepidospartum |
|  |               |
|  | Tetradymia    |
|  |               |

|  | Luina                                                    |
|  |                                                          |
|  | \| \| Rainiera \| \| \| \| \| \| Cacaliopsis \| \| \| \| |
|  |                                                          |
|  | Rainiera                                                 |
|  |                                                          |
|  | Cacaliopsis                                              |
|  |                                                          |

|  | Rainiera    |
|  |             |
|  | Cacaliopsis |
|  |             |

|  | Lepidospartum |
|  |               |
|  | Tetradymia    |
|  |               |

|  | Luina                                                    |
|  |                                                          |
|  | \| \| Rainiera \| \| \| \| \| \| Cacaliopsis \| \| \| \| |
|  |                                                          |
|  | Rainiera                                                 |
|  |                                                          |
|  | Cacaliopsis                                              |
|  |                                                          |

|  | Rainiera    |
|  |             |
|  | Cacaliopsis |
|  |             |

I caratteri distintivi del genere  Lepidospartum sono:
- le foglie sono sessili con forme lineari o filiformi (eventualmente sono oblanceolate o ridotte a scaglie);
- i capolini, con pochi fiori, sono del tipo discoide;
- i fiori sono gialli:

Il numero cromosomico delle specie di questo genere è: 2n = 60.

### Elenco delle specie
Questo genere ha 3 specie:
- Lepidospartum burgessii B.L.Turner
- Lepidospartum latisquamum  S.Watson
- Lepidospartum squamatum  (A.Gray) A.Gray